# Alexei Kulashko
Alexei Kulashko (russisch Алексей Кулашко; * 3. Juli 1972 in Leningrad) ist ein neuseeländischer Schachspieler.

## Leben
Kulashko erlernte die Schachregeln als Vierjähriger von seinem Vater. Mit sechs Jahren ging er in die Schachsektion des Leningrader Pionierpalastes, in der er unter der Leitung von Wjatscheslaw Schischmarjow trainiert wurde. Nach Beendigung der Schule absolvierte er ein Studium der Ökonomie an der Staatlichen Universität Sankt Petersburg. Im Herbst 1995 nahm er am Tschigorin-Gedenkturnier in Sankt Petersburg teil und erreichte 4,5 Punkte aus 9 Partien. Ende 1995 wanderte er aus familiären Gründen nach Neuseeland aus, seit Januar 1997 ist er für den neuseeländischen Schachverband gemeldet.
Im Januar 1997 gewann er in North Shore die Landesmeisterschaft von Neuseeland. In der Abschlusstabelle wurde er Zweiter hinter dem außer Konkurrenz spielenden Australier Ian Rogers. Im nächsten Jahr siegte Kulashko vor Anthony Ker in Hamilton. Diesmal wurden keine ausländischen Spieler eingeladen. 2000 belegte er in Auckland den dritten Platz hinter Ian Rogers und Dražen Sermek aus Slowenien und wurde somit zum dritten Mal neuseeländischer Meister.
In den ozeanischen Zonenturnieren (Zone 3.2b) teilte er sich den 5.–8. Platz in Gold Coast 1999 und den 8.–10. Platz in Auckland 2000. Für seine Wahlheimat nahm er an drei Schacholympiaden teil: 1998 in Elista, 2002 in Bled und 2016 in Baku. In Elista kam er mit 7,5 Punkten aus 11 Partien auf Platz 9 am ersten Brett.
Kulashko trägt den Titel eines FIDE-Meisters. Nach einer langen Pause spielte er 2015 wieder Turnierschach. Mit einem geteilten achten Platz bei der offenen Landesmeisterschaft von Neuseeland holte er Anfang 2016 den Meistertitel (zusammen mit Michael Steadman) zum vierten Mal und wurde zugleich ozeanischer Meister.